# Parablennius zvonimiri
Parablennius zvonimiri är en fiskart som först beskrevs av Juraj Kolombatovic 1892.  Parablennius zvonimiri ingår i släktet Parablennius och familjen Blenniidae. IUCN kategoriserar arten globalt som otillräckligt studerad. Inga underarter finns listade i Catalogue of Life.